# أورتونا
أورتونا (بالإيطالية: Ortona)‏ هي بلدية في مقاطعة كييتي في إقليم أبروتسو الإيطالي.

## السكان
في سنة 1861 بلغ عدد السكان 12٬962 نسمة، وتطور العدد ليصل في سنة 2012 لـ 23٬425 نسمة.
يظهر هذا المخطط البياني تطور النمو السكاني لـ أورتونا

## توأمة
لأورتونا اتفاقيات توأمة مع كل من:
- كاسينو
- فولغوغراد

## أعلام
- باولو نيكولاي
- روكو سيفريدي
- مارغريت هابسبورغ